# Coogee (del av en befolkad plats i Australien, Western Australia)
Coogee är en del av en befolkad plats i Australien. Den ligger i kommunen City of Cockburn och delstaten Western Australia, omkring 21 kilometer sydväst om delstatshuvudstaden Perth. Antalet invånare är 4 312.
Runt Coogee är det tätbefolkat, med 383 invånare per kvadratkilometer.. Närmaste större samhälle är Rockingham, omkring 18 kilometer söder om Coogee. 
Runt Coogee är det i huvudsak tätbebyggt. Genomsnittlig årsnederbörd är 1 018 millimeter. Den regnigaste månaden är maj, med i genomsnitt 176 mm nederbörd, och den torraste är februari, med 9 mm nederbörd.